# Bataille du Tessin
Pour les articles homonymes, voir Tessin.
Deuxième guerre punique
Batailles
219 av. J.-C. : Sagonte
218 av. J.-C. : Rhône, Cissa, Tessin, La Trébie
217 av. J.-C. : Victumulae, Plaisance, Èbre, Lac Trasimène, Geronium
216 av. J.-C. : Cannes, Selva Litana, Nola (1re)
215 av. J.-C. : Cornus, Dertosa, Nola (2e)
214 av. J.-C. : Nola (3e) 
 213 av. J.-C. : Syracuse
212 av. J.-C. : Capoue (1re), Silarus, Herdonia(1re)
 211 av. J.-C. : Bétis, Capoue (2e)
210 av. J.-C. : Herdonia (2e), Numistro
209 av. J.-C. : Asculum, Carthagène
208 av. J.-C. : Baecula
207 av. J.-C. : Grumentum, Métaure
206 av. J.-C. : Ilipa, Carthagène (2e) (ca)
204 av. J.-C. : Crotone
203 av. J.-C. : Utique, Grandes Plaines
202 av. J.-C. : Zama
La bataille du Tessin est une bataille de la deuxième guerre punique. La bataille s'est probablement déroulée en novembre 218 av. J.-C.

## Récit
Après le difficile passage des Alpes par Hannibal avec ses éléphants et son armée il décide de prendre la capitale des Taurins, Taurinia, actuelle Turin. Publius Cornelius Scipio décide de franchir le Pô, puis le Tessin, près de Pavie, et de se porter à la rencontre d'Hannibal. Les deux généraux établissent deux camps assez proches. Publius Cornelius Scipio, sorti en reconnaissance avec sa cavalerie et ses jaculatores (lanceurs de javelot), tombe sur le général carthaginois également en exploration avec sa cavalerie, et une escarmouche éclate.
Surpris, les jaculatores se replient à l'abri de leur cavalerie. Hannibal fait encercler les Romains par ses ailes constituées de cavaliers numides. En achevant leur manœuvre ces derniers écrasent les jaculatores. La cavalerie romaine, se voyant cernée, commence à fuir par petits groupes. De justesse, Publius Cornelius Scipio blessé parvient à s'échapper. Tite-Live aime à croire qu'il fut sauvé par son propre fils âgé de 17 ans, nommé lui aussi Publius (le futur Scipion l'Africain et futur vainqueur de la bataille de Zama).

## Les conséquences

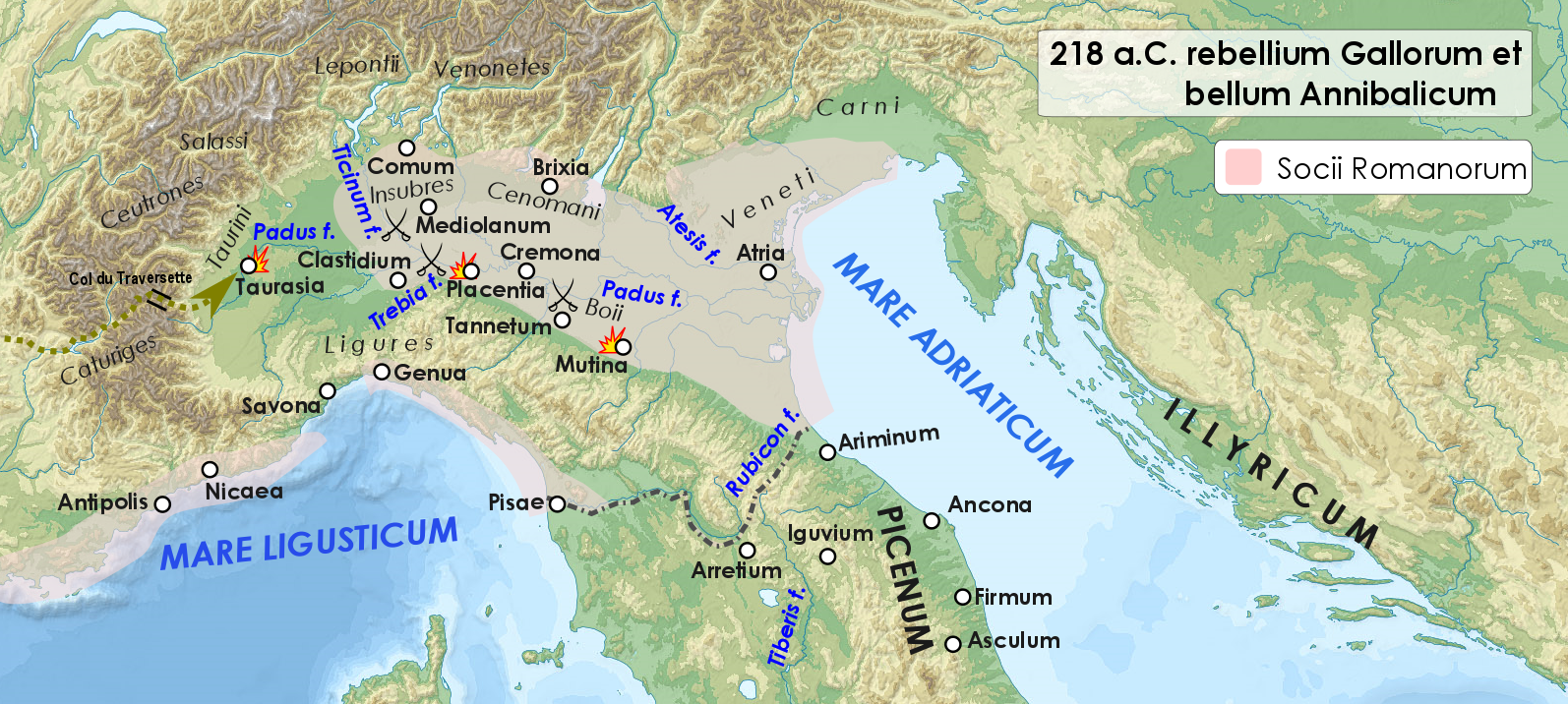
La Gaule cisalpine en 218 av. J.-C. : de la révolte des Boïens (Plaisance et Mutina) à l’invasion carthaginoise d’Hannibal (batailles du Tessin et de la Trébbie)

Une des conséquences de la défaite romaine à la bataille du Tessin est la défection des tribus gauloises du nord de l'Italie (notamment des Insubres). En effet, la plupart des Gaulois présents dans l’armée romaine l’avaient rejointe par la force. Pendant cette bataille, la fortune étant du côté carthaginois, ils complotèrent, et, une nuit, massacrèrent des Romains endormis dans leur camp. Ces Gaulois allèrent ensuite trouver Hannibal au nombre de 2 000 fantassins et 200 cavaliers. Hannibal décida de renvoyer les Gaulois auprès de leurs peuples respectifs, pour qu'ils essayent de les convaincre d'entrer en guerre contre Rome
Les défections se faisant chaque jour plus nombreuses parmi les auxiliaires gaulois, Publius Cornelius Scipio préfère repasser le Pô et se replier sur la Trébie. Hannibal installe son camp à une dizaine de kilomètres de Plaisance.
Malgré sa victoire, Hannibal affronte un problème qui va durer pendant presque tout son séjour en Italie : des difficultés de ravitaillement.